# Football Club de Grenoble (omnisports)
Pour les articles homonymes, voir Football Club de Grenoble et FCG.
Pour la section masculine de rugby à XV, voir Football Club de Grenoble rugby. Pour la section féminine de rugby à XV, voir Football Club de Grenoble rugby (féminines).
Le Football Club de Grenoble (FCG) était un club omnisports fondé en 1911 et basé à Grenoble.
Il était principalement connu pour sa section rugby.
Mais ce club omnisports était également très connu autrefois pour sa section basket, qui fut double champion de France en 1943 et 1944.
Il a aussi été connu pour sa section football, indépendante depuis 1917 mais qui porte le nom de FC Grenoble jusqu'en 1992. Cette section est intégrée ensuite au Grenoble Foot 38 issue de la fusion entre les deux principaux clubs grenoblois et qui joue aujourd'hui en Ligue 2.

## Histoire
Le rugby à XV apparaît à Grenoble au XIXe siècle. En 1892, année du premier championnat de France, des jeunes gens du lycée Champollion créent l'Association athlétique du Lycée de Grenoble.
Le club a pour but de favoriser les activités physiques.
D'autres associations voient ensuite le jour : le Cercle sportif grenoblois en 1896 qui porte les mêmes couleurs rouges et jaunes que la ville, puis le Stade grenoblois en 1897, fondé également par d’anciens lycéens qui porte lui les couleurs noires et grises. Ce dernier finit par dominer alors le rugby régional avant de participer à la fondation du Comité des Alpes.
En 1906 est fondée l'Union athlétique grenobloise. D’autres clubs existent, comme l'Amicale sportive grenobloise ou encore le Racing Club de Grenoble, lancé par les externes du lycée Vaucanson et de l’École normale d’instituteurs.
Mais en 1911, certains commencent à penser que cette dispersion nuit à la compétitivité du rugby grenoblois. L’émergence d’un club regroupant toutes les forces de la ville s’impose et le 24 août 1911, les dirigeants de l'Union athlétique grenobloise, de l'Union sportive du 4e régiment du génie,  du Racing Club de Grenoble et du Cercle sportif grenoblois  se regroupent pour élire le bureau d'un nouveau club, le FC Grenoble.
Le rugby à XV est alors souvent connu comme une simple variante du football, précurseur de ce dernier devenu plus populaire, d’où son nom, qui n'a rien à voir avec le ballon rond. À l'origine les couleurs du club sont le noir et le gris comme l'étaient celle de l'Union athlétique grenobloise.
La majorité des clubs étaient à cette époque omnisports et le FC Grenoble, formé le 1er septembre 1911, ne déroge pas à cette règle puisque ce nouveau club fait pratiquer notamment sur le nouveau stade Lesdiguières, le rugby à XV, le football, le rink hockey, le tennis et la course à pied.
En 1917, la section football du FC Grenoble prend son indépendance et terminera à la seconde place du championnat de France Groupe Sud en 1943.